# Гильом I (герцог Васконии)
Гильом (Гийом, Гильем, Вильгельм) I (фр. Guillaume, гаск. Guilhem, исп. Guillermo; ум. 848, Бордо) — граф Бордо и герцог Васконии с 846.

## Биография
О его происхождении ничего не известно. Возможно был сыном графа Ажена Бернара.
После казни норманнами в 846 году графа Бордо и герцога Васконии Семена (Сегина) II, на его место король Аквитании Пипин II назначил Гильома. Ему также, как и предшественнику, пришлось отражать нападения норманнов. Во время одного из таких нападений в 848 году Гильом погиб.
Существует версия, что Гильом I является одним лицом с Гильомом Септиманским, старшим сыном Бернара Септиманского, союзник Пипина II. Если эта гипотеза верна, то при захвате Бордо Гильом не погиб, а был только захвачен в плен. Однако документальных подтверждений этой гипотезы нет.
Гильом был последним герцогом Васконии, назначенным франками. Вскоре после 848 года Бордо перешёл под контроль графа Васконии Санша II Санше, за которым не позднее 852 года король Западно-Франкского королевства Карл II Лысый признал титул герцога Васконии.

## Брак и дети
Неизвестно, был ли Гильом женат и были ли у него дети. В некоторых источником детьми Гильома показаны:
- Раймон (ум. после 875), граф Бордо[1]
- Амуна; муж: Гарсия II Санше (ум. после 920), герцог Гаскони с 887/893[1]